# Petite suite (Borodin)
La Petite suite è una raccolta di sette pezzi per pianoforte di Aleksandr Porfir'evič Borodin, considerata il suo lavoro più importante per il pianoforte.

## Storia della composizione
Sebbene alcuni pezzi vennero scritti verso la fine degli anni '70 del XIX secolo, la suite fu pubblicata nel 1885. Il titolo originale della raccolta era Petit Poème d'amour d'une jeune fille. Il lavoro venne dedicato alla Contessa di Mercy-Argenteau, che aveva sostenuto Borodin e promosso la sua musica in varie occasioni. Dopo la morte del compositore, Aleksandr Glazunov nel 1887 orchestrò la suite, inserendo nel finale un altro brano per pianoforte di Borodin, lo Scherzo in la bemolle maggiore.

## Struttura della composizione
La suite è formata da sette brani, per ognuno dei quali Borodin diede una breve descrizione:
1. Au couvent: Andante religioso, in do diesis minore ("I voti della Chiesa alimentano i pensieri solo su Dio");
2. Intermezzo: Tempo di minuetto, in fa maggiore ("Sognando la vita di società");
3. Mazurka I: Allegro, in do maggiore ("Pensando solo a ballare");
4. Mazurka II: Allegretto, in re bemolle maggiore ("Pensando sia al ballo che al ballerino");
5. Rêverie: Andante, in re bemolle maggiore ("Pensando solo a ballare");
6. Serenade: Allegretto, in re bemolle maggiore ("Sognando d'amore");
7. Nocturne: Andantino, in sol bemolle maggiore ("Cullata dalla felicità d'essere innamorata")[1].

Nella versione orchestrale di Glazunov, l'ultimo brano è formato dallo Scherzo in la bemolle maggiore di Borodin, in cui è inserito il Notturno della suite come Trio.